# 柯蛺蝶屬
柯蛺蝶屬（學名：Cybdelis）是蛺蝶科苾蛺蝶亞科黑蛺蝶族中的一屬。物種分佈於新熱帶界的中海拔森林。翅膀上有大紫色斑點。

## 物種
- 玻利維亞柯蛺蝶 Cybdelis boliviana
- 木納柯蛺蝶 Cybdelis mnasylus
- 白斑柯蛺蝶 Cybdelis phaesyla